# کاترین پار
کاترین پار (متولد: پیرامون ۱۵۱۲؛ درگذشت: ۵ سپتامبر ۱۵۴۸) ششمین و آخرین همسر هنری هشتم انگلستان بود. لقب هنری در زمان وی از لرد ایرلند به پادشاه ایرلند تغییر یافت و کاترین تنها همسر وی بود که لقب ملکهٔ ایرلند را دریافت کرد.